# Donald H. Lindsley
Donald H. Lindsley (* 22. Mai 1934 in Princeton, New Jersey) ist ein US-amerikanischer Petrologe und Mineraloge.
Donald Lindsey wuchs in Charlottesville (Virginia) auf. Er studierte Geologie an der Princeton University mit dem Bachelor-Abschluss 1956 und wurde 1961 an der Johns Hopkins University in Geologie promoviert (im Nebenfach studierte er Physikalische Chemie). Von 1962 bis 1970 war er Petrologe am Geophysical Laboratory der Carnegie Institution in Washington, D.C. Ab 1970 war er Professor für Petrologie an der State University of New York at Stony Brook. 2001 wurde er Distinguished Professor. Ab 1991 war er auch Adjunct Professor an der University of Wyoming. 1969 war er Gastprofessor am Caltech und 1976/77 Gastwissenschaftler an der University of British Columbia.
Er befasste sich mit experimenteller Petrologie speziell von Mineralien des Basalts, noch bevor das Gebiet durch die Analyse von Mondgestein (an der er beteiligt war) und die ozeanischen Tiefbohrprogramme in den 1960er Jahren aktuell wurde. Er untersuchte unter anderem Eisen- und Titanoxide im Basalt, Methoden die Entstehungstemperatur von Basalten zu bestimmen und die Chemie und Mineralogie von Silikaten im Basalt. Ein weiterer Schwerpunkt seiner Forschung sind magmatische Gesteine innerhalb von Platten (und der Verfolgung der Hypothese von deren Entstehung durch fraktionelle Kristallisation in den Magmen) und speziell der Laramie-Anorthosit-Komplex (siehe Wyoming-Kraton) aus dem Proterozoikum. Er untersuchte auch Mars-Meteorite und Rückschlüsse, die man aus ihnen auf Magmatismus und mögliche Quellen für Wasser auf dem Mars ziehen kann. Weiter befasst er sich mit Kalibrierung von Thermometern und Bolometern in der experimentellen Petrologie.
1982 war er Präsident der Mineralogical Society of America und von 1991 bis 1993 der Geochemical Society. Von 1984 bis 1987 war er Associate Editor des American Mineralogist. 1996 erhielt er die Roebling Medal. 1983 wurde das Mineral Lindsleyit nach ihm benannt.
Er ist nicht mit dem Neurophysiologen Donald B. Lindsley (1907–2003) zu verwechseln.

## Schriften
- Pyroxene thermometry, American Mineralogist, Band 68, 1983, S. 477–493
- mit M. L. Fuhrman:  Ternary-feldspar modeling and thermometry, American Mineralogist, Band 73, 1988, S. 201–215
- mit B. R. Frost: Equilibria among Fe-Ti Oxides, Pyroxenes, Olivine and Quartz, Teil 1,2, American Mineralogist, Band 77, 1992, S. 987–1002, 1004–1020
- mit J. S. Scoates, B. R. Frost:  Magmatic and structural evolution of an anorthositic magma chamber: the Poe Mountain intrusion, Laramie anorthosite complex, Wyoming (USA), Canadian Mineralogist, Band 48, 2010, S. 851–885.
- mit B. R. Frost, J. S. Scoates: Petrology, Geochemistry, and Structure of the Chugwater Anorthosite, Laramie Anorthosite Complex, S. E. Wyoming, USA., Canadian Mineralogist, Band 48, 2010, S. 887–923
- mit F. M. McCubbin u. a.: Hydrous magmatism on Mars: A source of water for the surface and subsurface during the Amazonian, Earth and Planetary Science Letters, Band 292, 2010, S. 132–138.